# Királyok völgye 18

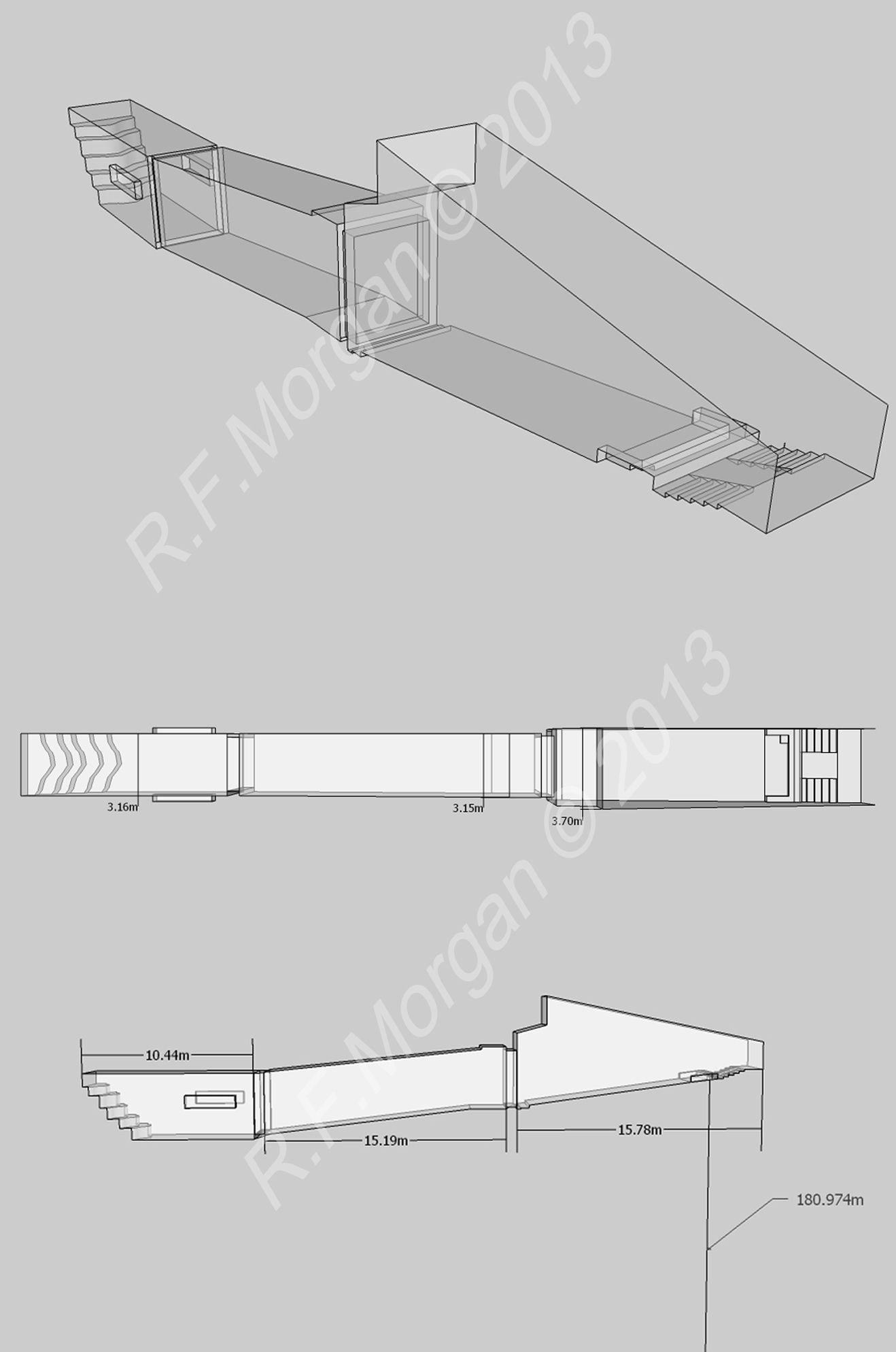
A sír izometrikus képe, alaprajza és oldalnézeti metszete egy 3D-modell alapján

A Királyok völgye 18 (KV18) egy egyiptomi sír a Királyok völgye keleti völgyében, a délkeleti vádiban. A XX. dinasztiához tartozó X. Ramszesz számára épült, de nem fejezték be, és temetkezési kellékek sem kerültek elő belőle, így bizonytalan, hogy valaha is ide temették-e.
1737-38-ban Richard Pococke, 1799-ben a napóleoni expedíció, 1825-ben James Burton, 1889-ben Eugène Lefébure térképezte fel. 1828-29-ben a francia-toszkán expedíció, 1844-45-ben Karl Richard Lepsius tanulmányozta. 1902-ben Howard Carter ásatott a sírban, és itt helyezte el aki a völgyben használt első elektromos generátort a sírok megvilágításához. Carter a folyosó egyes falait fehérre meszelte.
1978-ban John Romer tanulmányozta a sírt a Brooklyni Múzeum megbízásából, 1998-2000 között a MISR Project: Mission Siptah-Ramses X ásatott itt.

## Leírása
A sír egyenes tengelyű, 42,68 m hosszú, területe 144,32 m². Egy bejárati folyosóból és két ezt követő folyosóból áll, a második folyosó (melyet csak 1998-2000 közt tisztítottak meg a törmeléktől) váratlanul a sziklafalban végződik. Az első folyosó bejáratát napkorong díszíti, falait pedig X. Ramszesz ábrázolása istenekkel. A díszítés befejezetlen maradt, a sír nem készült el X. Ramszesz haláláig. A festett dekorációban a jelentős kárt tett a beáradó víz, ami emellett számos, nem a sírhoz tartozó tárgyat (bútordarabot, edényeket, temetkezési kellékeket) is besodort a sírba.

## Külső hivatkozások
- Theban Mapping Project: KV18